# Литературна мисъл
„Литературна мисъл“ е българско филологическо научно списание, създадено през 1957 г. и издавано от Института за литература при БАН.
ISSN 0324-0495.
То е едно от най-авторитетните литературоведски издания и е единственото българско академично издание за литературна теория, история, критика и компаративистика. „Литературна мисъл“ се налага и като дискусионен форум в областта на литературознанието, а в известен смисъл – и в хуманитаристиката като цяло. Списанието търси кръстовищата, в които се осъществява срещата или сблъсъка на школи и концепции и се стреми да предложи алтернативни посоки на литературоведско мислене. Немалко статии, публикувани в „Литературна мисъл“, са разработени на принципа „отвъд парадигмата“.
Периодичност 10 книжки годишно (в наши дни – по 3 книжки годишно).
Списание „Литературна мисъл“ е индексирано в Scopus, РИНЦ (elibrary.ru) и Index Copernicus, публикува се изцяло в Central and Eastern European Online Library и EBSCOС, включено е в списъка на европейските реферирани списания в хуманитарната област ЕRIH PLUS (European Reference Index for the Humanities), ESF Standing Committee for the Humanities (SCH).
Последните му главни редактори са проф. Радосвет Коларов, проф. Николай Аретов и д-р Анна Алексиева.

## Дизайн на изданието от различни периоди
- Корица на кн. 3 на списание „Литературна мисъл“ за 1990 г.
- Корица на кн. 2 на списание „Литературна мисъл“ за 1991 г.